# Мария Ангелина Дукена Палеологина
Мария Ангелина Дукиня Палеологиня или Мария Ангелина Неманич (серб. Марија Ангелина Немањић; греч. Μαρία Αγγελίνα Δούκαινα Παλαιολογίνα) (р. 1350 — ум. 28 декабря 1394) — правительница Янинского деспотата (осколок Эпира) с 23 декабря 1384 по 31 января 1385 года, наследовавшая престол от своего мужа Фомы Прелюбовича.

## Жизнь
Мария была дочерью Симеона Уроша, близкого родственника правителя Сербии Стефана Уроша IV Душана, и Фомаисы Орсини. В 1360 году Мария вышла замуж за сербского аристократа Фому Прелюбовича, который позже стал янинским деспотом. Он жестоко относился к своей супруге, и она, предположительно, была участницей в его убийстве 23 декабря 1384 года.
Население Янины провозгласило Марию в качестве правительницы. Она использовала титул василисса, женскую форму василевса. Однако придя к власти она столкнулся с албанской агрессией. Артский деспот Гин Буа Шпата, узнав о гибели Фомы Прелюбовича, напал и осадил Янину. Мария Дукиня вызвала своего брата Иоанна Уроша (ставшего монахом Иоасафом), чтобы он дал ей советы по управлению Янинским деспотатом и отражению албанцев.
Иоанн Урош прибыл в Янину и сформировал государственный совет. На нём решили что Мария должна снова незамедлительно выйти замуж, так как она не могла справиться с чрезвычайной ситуацией самостоятельно. Её новым мужем должен был стать Исава де' Буонделмонти, знатный итальянец, пленённый Фомой в 1379 году. Также существует версия, что Мария была давно влюблена в него, и что именно по этой причине произошло убийство Фомы.
31 января 1385 года Исав вступил на престол Янины и, уже в феврале состоялась его свадьба с Марией Дукиней. Мария умерла 28 декабря 1394 года. Детей в этом браке она не оставила.